# Ilse Kochová
Ilse Koch (22. září 1906 Drážďany – 1. září 1967 Aichach, známá také jako Čarodějnice z Buchenwaldu) byla manželka dozorce v koncentračních táborech známá především svojí krutostí a brutalitou. Ilse byla manželkou Karla-Otto Kocha, velitele nacistických koncentračních táborů Buchenwald (1937–1941) a Majdanek (1941–1943). V roce 1947 se stala jednou z prvních prominentních nacistů souzených americkou armádou.

## Život

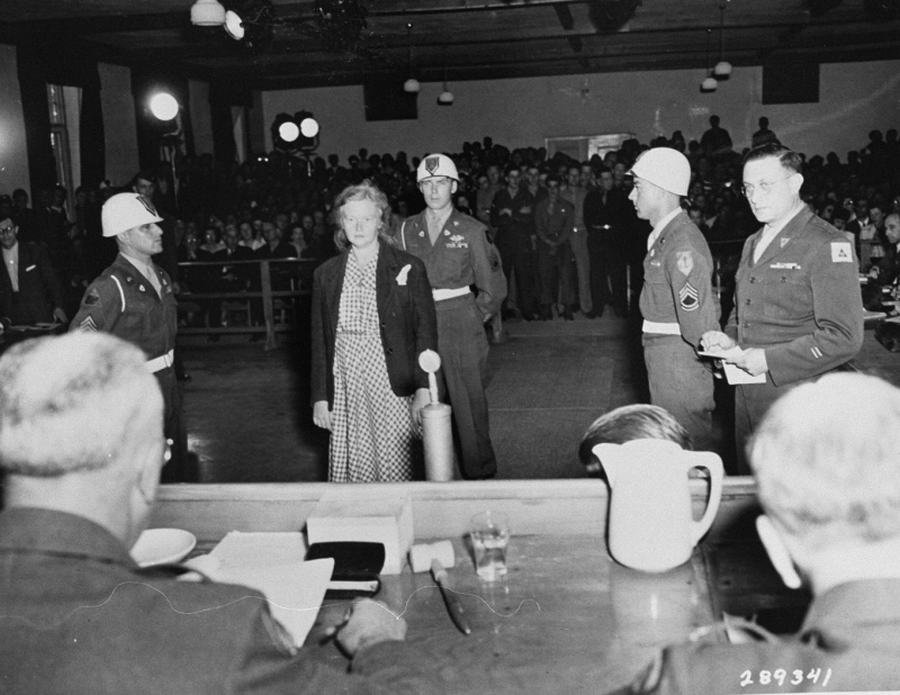
Ilsa Kochová před soudem v roce 1947

Ilse Kochová se narodila v Drážďanech jako dcera předáka v továrně. Vystudovala účetnictví na obchodní škole a v tomtéž oboru také pracovala, mj. i jako sekretářka v jedné drážďanské firmě. V roce 1932 se stala členem NSDAP.
V roce 1936 začala pracovat jako dozorkyně v koncentračním táboře Sachsenhausen poblíž Berlína, kterému velel její snoubenec Karl-Otto Koch a kterého si později vzala za manžela. V roce 1937 přijela do Buchenwaldu, když se její manžel stal velitelem tábora.

## Válečné zločiny
V Buchenwaldu se Ilse údajně zapojila do strašlivého experimentu, že si vybrala tetované vězně, aby byli zavražděni, a získala tak kůži z jejich tetovaných částí těl. Známé je také její provokování vězňů, neboť byla pyšná na svou postavu. Stávalo se, že se spoře oblečená procházela táborem či jela na koni a vězně, který se na ní podíval, nechala pak zbít.
Na začátku roku 1942 byl Karl-Otto Koch převelen do Lublinu, kde pomáhal založit koncentrační a vyhlazovací tábor Majdanek. Ilse Kochová zůstala v Buchenwaldu až do 24. srpna 1943, kdy byla spolu se svým manželem zatčena na základě příkazu Josefa von Waldeck-Pyrmonta, SS a policejního vůdce pro Výmar, který měl dozor nad Buchenwaldem. Obžaloby proti manželům Kochovým zahrnovaly soukromé obohacování, zpronevěru a vraždy vězňů, aby jim zabránili svědčit.
Ilse Kochová byla uvězněna až do roku 1944, kdy byla osvobozena z důvodu nedostatečných důkazů. Její manžel, proti kterému Ilse dokonce svědčila, byl odsouzen k trestu smrti u soudu SS v Mnichově a byl popraven dne 5. dubna 1945 na dvoře tábora, kterému dříve velel. Kochová se vrátila ke své rodině do města Ludwigsburg, kde byla 30. června 1945 zatčena americkými úřady.

## První soud
Kochová s dalšími 30 obžalovanými stanula před americkým vojenským soudem v Dachau (generální vojenský soud pro soudní proces válečných zločinců) v roce 1947, a to jako jediná žena. Byla obviněna z účasti na vraždách v Buchenwaldu. Dne 19. srpna 1947 byla odsouzena k doživotnímu trestu za porušení válečných zákonů. Soud pak překvapila tím, když prohlásila, že je těhotná – soud i kvůli jejímu těhotenství ji nemohl odsoudit k trestu smrti. Otázkou však bylo, jak mohla během věznění otěhotnět. To dodnes není zcela objasněno, nicméně milostné avantýry měla s dozorci jak během manželství, tak i během amerického věznění. Za války patřila mezi atraktivní ženy a ráda provokovala.

## Snížení trestu
Generál Lucius D. Clay byl dočasným vojenským guvernérem americké zóny v Německu a dne 8. června 1948 zmírnil rozsudek na čtyři roky výkonu trestu odnětí svobody poté, co nebyly žádné přesvědčivé důkazy o tom, že si vybírala tetované vězně k usmrcení, aby z nich získala tetované kůže, nebo že vlastnila nějaké předměty vyrobené z lidské kůže. Dva roky navíc již strávila ve vězení.

## Druhý soud
Pod tlakem veřejného mínění byla Kochová v roce 1949 znovu zatčena, převezena a souzena před západoněmeckým soudem. Slyšení bylo zahájeno dne 27. listopadu 1950 před okresním soudem v Augsburgu a trvalo sedm týdnů, během nichž bylo předvoláno 250 svědků, včetně 50 pro obhajobu. Čtyři svědkové pro obžalobu svědčili o tom, že viděli Kochovou vybírat tetované vězně, kteří pak byli zabiti, viděli nebo byli zapojeni do výroby stínidel na lampy z lidské kůže s tetováním. Od tohoto obvinění bylo upuštěno, jelikož nebylo dokázáno, že předměty byly skutečně vyrobeny z lidské kůže. Jak se navíc později ukázalo, některé předměty měly kůži kozí.
Dne 15. ledna 1951 soud vydal svůj výrok za nepřítomnosti Kochové. Byla odsouzena z podněcování k vraždě, podněcování k pokusu o vraždu a podněcování k trestnému činu spáchání těžkého ublížení na zdraví. Dne 15. ledna 1951 byla odsouzena k doživotnímu vězení a trvalému propadnutí občanských práv.
Kochová podala odvolání k zrušení rozsudku, ale odvolání bylo 22. dubna 1952 zamítnuto Spolkovým soudním dvorem. Později podala několik žádostí o odpuštění, které byly odmítnuty bavorským ministerstvem spravedlnosti. Kochová protestovala proti jejímu rozsudku u Mezinárodní komise pro lidská práva.

## Rodina a smrt
Karl-Otto a Ilse se potkali v roce 1935. Jejich vztah nebyl úplně ideální, oba měli milostné poměry s jinými, avšak narodily se jim tři děti – v roce 1938 syn Artwin, v roce 1939 dcera Gisele, v roce 1940 pak dcera Gudrun (ta však zemřela za pár měsíců), Karl-Otto měl navíc ještě syna Manfreda z prvního manželství. O děti se jim však často starala nevlastní sestra Karla. Ta pak po válce uvedla, že Ilse se v domě ráda opíjela, obzvlášť prý holdovala francouzskému koňaku. Syn Artwin však v 60. letech spáchal sebevraždu – nemohl prý žít dál s hanbou zločinů svých rodičů.
Ilse Kochová se ve věku 60 let v ženském vězení v Aichachu oběsila. Před smrtí se ještě setkala se svým synem Uwem, kterého porodila během věznění v Aichachu. Jako 19letý se totiž chtěl se svou biologickou matkou potkat a ve vězení ji navštívil.